# 动物小说
动物小说指主要以动物为描写对象，通过描写动物的生活情景来反映一定道理的一种文学形式。动物小说与童话区别在于：动物小说对动物的描写力求准确。
加拿大作家西顿1898年发表《我所知道的野生动物》开拓了这一体裁，被誉为“动物小说之父”。椋鸠十、杰克·伦敦等作家的动物小说也较为有名。中国则有沈石溪等作家。